# Antonio Maria Mazzoni
Antonio Maria Mazzoni (Bologna, 4 gennaio 1717 – Bologna, 8 dicembre 1785) è stato un compositore italiano.
Studiò musica sotto la guida di Luca Antonio Predieri e nel 1736 entrò nell'Accademia Filarmonica di Bologna. Qualche anno più tardi si recò a Fano, dove nel 1746 fu rappresentata la sua prima opera, Siroe, re di Persia.
Nel 1748 tornò a Bologna, ove nel 1751 occupò il posto di maestro di cappella presso San Giovanni in Monte.
Nel 1757 fu nominato facente funzioni di Angelo Antonio Caroli, maestro di cappella della Basilica di San Petronio, posizione che tuttavia ottenne nel 1759 quando gli succedette. Nonostante queste cariche, Mazzoni continuò la sua attività di operista compiendo numerosi viaggi. Diventò principe dell'Accademia Filarmonica per ben cinque volte: nel 1757, 1761, 1771, 1773 e 1784. 
Nel 1753 si recò a Lisbona per assistere David Pérez nella composizione di alcune opere. Tornò in Italia non prima del 1756.
Nel 1763, in occasione dell'inaugurazione del Teatro Comunale di Bologna, prese parte alla rappresentazione dell'opera Il trionfo di Clelia di Christoph Willibald Gluck come maestro al cembalo.
Mazzoni in ambito operistico era una figura ben nota nel suo tempo. Le sue opere furono particolarmente apprezzate, grazie soprattutto alla loro originalità, bellezza ed eleganza. Come molti altri suoi contemporanei, impiegò parecchi libretti di Pietro Metastasio per i suoi lavori.

## Lavori

### Opere
Sono note 19 opere di Mazzoni. L'anno e la città si riferiscono alla prima rappresentazione.
- Siroe, re di Persia (opera seria, libretto di Pietro Metastasio, 1746, Fano)
- L'Issipile (opera seria, libretto di Pietro Metastasio, 1747 o 1748, Macerata)
- La Didone abbandonata (opera seria, libretto di Pietro Metastasio, 1752 o 1753, Bologna)
- Il Demofoonte (opera seria, libretto di Pietro Metastasio, 1754, Parma)
- Achille in Sciro (opera seria, libretto di Pietro Metastasio, 1754, Piacenza)
- L'astuzie amorose (opera buffa, 1754, Piacenza)
- La clemenza di Tito (opera seria, libretto di Pietro Metastasio,  1755, Lisbona)
- Antigono (opera seria, libretto di Pietro Metastasio, 1755, Lisbona)
- Ifigenia in Taurride (opera seria, libretto di Marco Coltellini, 1756, Treviso)
- Il viaggiatore ridicolo (opera buffa, libretto di Carlo Goldoni, 1757, Parma)
- Il re pastore (= Aminta, opera seria, libretto di Pietro Metastasio, 1757, Bologna)
- Arianna e Teseo (opera seria, libretto di Pietro Pariati, 1758, Teatro San Carlo di Napoli con Giusto Fernando Tenducci)
- L'Eumene (opera seria, libretto di Apostolo Zeno, 1759, Teatro Regio di Torino diretta da Giovanni Battista Somis con Gaetano Guadagni)
- L'astuto ciarlatano (intermezzo, 1760, Bologna)
- Le stravaganze del caso (intermezzo, 1760, Bologna)
- Adriano in Siria (opera seria, libretto di Pietro Metastasio, 1760, Venezia)
- Il mercante fallito (faresetta, libretto di A. Boschi, 1762, Roma)
- Nitteti (opera seria in tre atti, libretto di Pietro Metastasio, 1764, Teatro San Carlo di Napoli con Caterina Gabrielli ed Anton Raaff)
- L'inglese in Italia (dramma giocoso, 1769, Teatro Comunale di Bologna)